# Iso Grifo
La Iso Grifo è una coupé sportiva ad alte prestazioni costruita dalla Iso SPA, tra il 1965 e il 1974.

## Il contesto
L'intenzione della Iso, nel varare il progetto della "Grifo", era di realizzare una vettura che risultasse una via di mezzo tra i mastodontici coupé americani e le filanti berlinette sportive europee, riuscendo a concentrare, senza troppe rinunce o eccessi, il comfort e l'affidabilità degli uni, con l'eleganza e le prestazioni delle altre.
La difficile opera venne affidata, per la parte tecnica, a Giotto Bizzarrini, celebre progettista e già consulente Alfa Romeo e Ferrari, affiancato dalla Bertone per la parte estetica.
Il nuovo modello fu pronto in pochi mesi, in quanto si decise di procedere accorciando il telaio della "GT", sempre progettata da Bizzarrini, e venne presentato al Salone dell'automobile di Torino del 1963, con la denominazione "A 3 L Grifo".
La industrializzazione fu ben più laboriosa, anche rallentata dall'insorgere di qualche divergenza di vedute tra l'azienda ed il progettista, che lasciò la ISO nel 1964, dopo aver realizzato la "A 3 C", versione della "Grifo" destinata alle competizioni.
Le consegne iniziarono nei primi mesi del 1965, rivelando il gradimento della vettura presso un pubblico decisamente facoltoso, anche considerato il costo di quasi 8.000.000 di lire, all'epoca sufficienti per l'acquisto di un appartamento nel centro di Milano.
La Iso Grifo rimase in produzione, con poche modifiche, soprattutto inerenti alle motorizzazioni, fino alla chiusura dell'azienda di Bresso.

## La Grifo "A 3 C"
Non appena definito il modello stradale, Giotto Bizzarrini dedicò ogni sua energia alla versione per le corse, denominata "A 3 C". La carrozzeria, realizzata a Modena presso la Carrozzeria Sports Cars di Piero Drogo, venne alleggerita e variata la distribuzione delle masse, mediante l'arretramento del motore.
Il chiaro obiettivo di Bizzarrini era di riuscire, in breve tempo, a realizzare una vettura in grado di confrontarsi con la Ferrari 250 GTO, che spadroneggiava sulle piste di tutta Europa, ultimo suo progetto realizzato per la Ferrari, prima del burrascoso distacco dalla casa modenese.
Nel 1964 La Iso Grifo A3C partecipò alla 24 Ore di Le Mans alla guida dei piloti Pierre Noblet e Edgar Berney.
Le esigenze del progettista, però, erano completamente diverse da quelle aziendali, che non prevedevano alcun serio programma sportivo, fatta eccezione per estemporanee partecipazioni ad alcune gare sportive, per mero interesse pubblicitario e di "blasone".
Dimostrandosi la divergenza insanabile, il progettista lasciò la Iso per fondare, a Livorno, la Società Prototipi Bizzarrini e produrre in proprio la vettura.

## Versioni
- A 3 L Grifo (1965)
- Grifo GL (1965 - 1970)
- Grifo 7 litri (1968 - 1970)
- Grifo IR8 (1971 - 1974)
- Grifo IR8 Can-Am (1971 - 1974)

## La "Grifo 90"

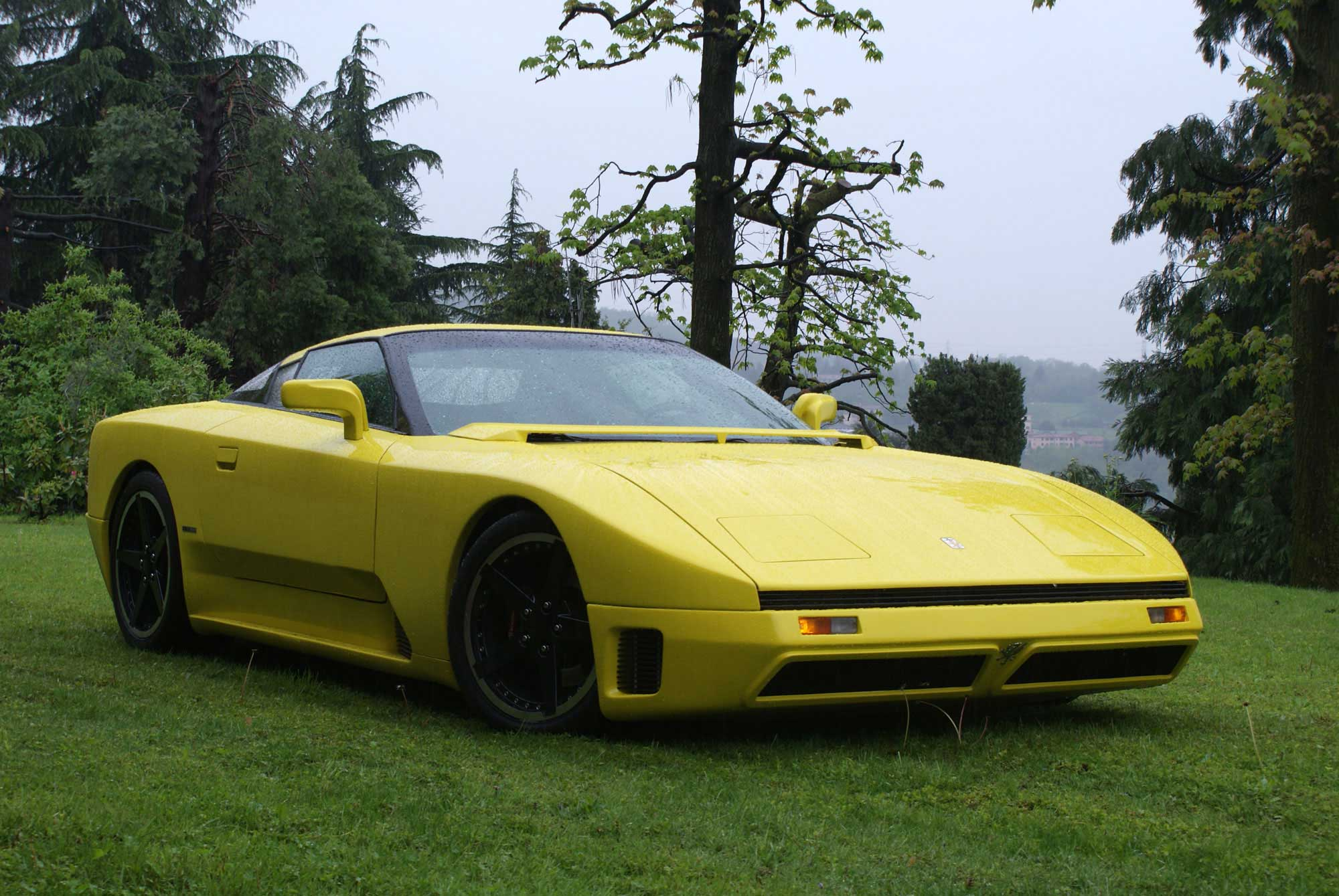
La Grifo 90 Mako Shark

La Iso Grifo 90 fu disegnata nel 1991 da Marcello Gandini, già padre di un restyling della "Grifo" degli anni '70. Il progetto del telaio venne affidato a Gian Paolo Dallara che operò su meccanica "Corvette", espressamente modificata per la "Grifo 90" e portata alla potenza di 440 CV dalla Callaway. La vettura doveva essere prodotta in serie limitata a partire dal 1994 nell'impianto di Conversano (BA) dove venivano prodotti gli autobus Isobus, su pianale Mercedes. Tuttavia, dopo l'estate '92,  una crisi nel settore degli autobus impedì la messa in produzione della supercar italiana.
Nel mese di aprile 2010 quest'auto ha trovato realizzazione ed è stata immatricolata la prima di una serie limitata e numerata, in origine erano previsti 12 esemplari, approvati da Piero Rivolta e realizzati da Mako Shark..